# Partij voor Vrijheid en Vooruitgang
De Partij voor Vrijheid en Vooruitgang (PVV) was een liberale partij in België die in 1961 ontstond als opvolger van de oude Liberale Partij. Deze aanvankelijk tweetalige unitaire partij, die in het Frans PLP (Parti de la Liberté et du Progrès) heette, splitste zich later op in een Vlaamse (PVV) en een Franstalige (PLP) vleugel, die zich sinds 1972 als zelfstandige partijen gedroegen. De PVV bleef bestaan tot 1992, toen ze vervangen werd door de Vlaamse Liberalen en Democraten.

## Geschiedenis

### PVV/PLP
In de jaren 50 van de 20e eeuw deed de Liberale Partij het niet goed bij de verkiezingen. Het imago moest dringend opgepoetst worden. Omer Vanaudenhove vormde in 1961 de liberale partij om tot de PVV/PLP (Partij voor Vrijheid en Vooruitgang/Parti de la Liberté et du Progrès). Aan de beginselen werd niet geraakt en het betrof een louter cosmetische operatie. Toch werd de partij opengesteld voor gelovigen. In de beginjaren hadden ze de perceptie van niet erg Vlaamsgezind, getuige het in die tijd veelgebruikte backroniem 'Pest Voor Vlaanderen'.
Het charmeoffensief werkte wel, want in 1965 haalden de liberalen een klinkende overwinning met 21,6%. De PVV kon deze trend doorzetten. In 1966 trad de PVV toe tot de regering-Vanden Boeynants I.
In deze periode waren minister: Willy De Clercq, Jacques Van Offelen, Frans Grootjans, Herman Vanderpoorten, Charles Poswick en August De Winter.

### De scheiding tussen PVV en PLP
In 1971 was het water te diep geworden tussen de Vlaamse en de Franstalige vleugel in de partij. Op 27 juni werd de partij gesplitst in een Vlaamse en een Franstalige partij.
Slechts een paar maanden later, op 24 september, werd het parlement ontbonden. In de verkiezingen die hierop volgden, ging de PVV vooruit, maar de PLP achteruit. Beide partijen bekeerden zich tot het federalisme.
In deze periode (1971-1992) waren minister voor de PVV: Willy De Clercq, Herman Vanderpoorten, Herman De Croo, Karel Poma, Alfred Vreven, André Kempinaire, Guy Verhofstadt, Louis Waltniel, Jean Pede, Patrick Dewael, Ward Beysen en Jacky Buchmann.

### Verhofstadt
Guy Verhofstadt was de beschermeling van voormalig vicepremier Willy De Clercq. Verhofstadt stormde de PVV binnen via het LVSV en de PVV-jongeren, van beide was hij voorzitter. In 1982 werd Verhofstadt voorzitter van de PVV. Zijn ideeën kon hij uitwerken als minister van Begroting van 1986 tot 1988 in de regering-Martens VI en de regering-Martens VII. Hoewel hij bij de verkiezingen van 1991 propaganda voerde met de staatsschuld (onze kinderen vergeven ons nooit 8000 miljard staatsschuld), was hij medeverantwoordelijk voor de omvang hiervan. Van 1982 tot 1988 steeg de schuld met 3531 miljard Belgische frank. Het kostte hem de verkiezingsoverwinning.

### Omvorming naar VLD
Door zijn falende begroting en opnieuw in de oppositie gedreven, zag Verhofstadt geen andere keuze dan het over een andere boeg te gooien. In 1992 vormde hij een bont allegaartje van allerlei mensen van verschillende strekkingen die de PVV moesten verruimen. Hij trok hier o.a. mensen aan van de CVP zoals Bob Gijs, mensen van de Volksunie zoals Hugo Coveliers, Jaak Gabriëls, oud-minister André Geens en Bart Somers, mensen van het Vlaams Blok zoals Gerolf Annemans en andere conservatieven en Vlaams-nationalisten, zoals Paul Beliën - die mee de beginselverklaring van de nieuwe partij heeft geschreven - en ex-Trends-directeur Lode Claes. Beide laatsten werden echter nooit lid van de VLD, net als Vlaams-Blokparlementslid Gerolf Annemans.
De PVV werd ontbonden en veranderde niet enkel van naam. Op 15 november 1992 werd de VLD gesticht, de Vlaamse Liberalen en Democraten.

## Voorzitters

### Voorzitters PVV-PLP
| Naam                                                         | Periode                            | Opmerkingen |
| ------------------------------------------------------------ | ---------------------------------- | --- |
| Omer Vanaudenhove                                            | 8 oktober 1961 - 8 juni 1969       | Verkozen op 8 oktober 1961, herkozen op 23 januari 1966. Wegens gezondheidsredenen werden de taken van Vanaudenhove als voorzitter van 13 september 1968 tot 7 januari 1969 waargenomen door Norbert Hougardy, Emile-Edgard Jeunehomme en Willy De Clercq. |
| Norbert Hougardy, Emile-Edgard Jeunehomme en Willy De Clercq | 13 september 1968 - 7 januari 1969 | Waarnemende voorzitters. |
| Pierre Descamps                                              | 8 juni 1969 - 18 mei 1972          | Verkozen op 8 juni 1969. Werd op 18 mei 1972 uitgeroepen tot confederaal voorzitter van de PVV-PLP, een symbolische functie zonder echte betekenis. |

### Voorzitters PVV
| Naam            | Periode                              | Opmerkingen                                                                           |
| --------------- | ------------------------------------ | ------------------------------------------------------------------------------------- |
| Willy De Clercq | 9 mei 1971 - 26 januari 1973         | Van 9 mei 1971 tot 7 mei 1972 voorlopig voorzitter. Officieel verkozen op 7 mei 1972. |
| Frans Grootjans | 26 januari 1973 - 25 september 1977  | Waarnemend voorzitter tot 4 maart 1973. Officieel verkozen op 4 maart 1973.           |
| Willy De Clercq | 25 september 1977 - 17 december 1981 | Verkozen op 25 september 1977.                                                        |
| Frans Grootjans | 17 december 1981 - 23 januari 1982   | Waarnemend voorzitter.                                                                |
| Guy Verhofstadt | 23 januari 1982 - 28 november 1985   | Verkozen op 23 januari 1982.                                                          |
| Annemie Neyts   | 28 november 1985 - 25 juni 1989      | Waarnemend voorzitter tot 21 december 1985. Officieel verkozen op 21 december 1985.   |
| Guy Verhofstadt | 25 juni 1989 - 15 november 1992      | Verkozen op 25 juni 1989.                                                             |

## Politieke mandaten

### Overzicht federale regeringsdeelnames
| Regering           | Premier               | Partijen                  | Van           | Tot           |
| ------------------ | --------------------- | ------------------------- | ------------- | ------------- |
| Vanden Boeynants I | Paul Vanden Boeynants | CVP/PSC, PVV/PLP          | 19 maart 1966 | 17 juni 1968  |
| Leburton           | Edmond Leburton       | BSP/PSB, CVP/PSC, PVV/PLP | 26 jan. 1973  | 25 april 1974 |
| Tindemans I        | Leo Tindemans         | CVP/PSC, PVV/PLP          | 25 april 1974 | 11 juni 1974  |
| Tindemans II       | Leo Tindemans         | CVP/PSC, PVV/PLP, RW      | 11 juni 1974  | 6 maart 1977  |
| Tindemans III      | Leo Tindemans         | CVP/PSC, PVV/PLP          | 6 maart 1977  | 3 juni 1977   |
| Martens III        | Wilfried Martens      | CVP/PSC, SP/PS, PVV/PRL   | 18 mei 1980   | 22 okt. 1980  |
| Martens V          | Wilfried Martens      | CVP/PSC, PVV/PRL          | 17 dec. 1981  | 28 nov. 1985  |
| Martens VI         | Wilfried Martens      | CVP/PSC, PVV/PRL          | 28 nov. 1985  | 21 okt. 1987  |
| Martens VII        | Wilfried Martens      | CVP/PSC, PVV/PRL          | 21 okt. 1987  | 9 mei 1988    |

### Overzicht Vlaamse regeringsdeelnames
| Regering           | Minister-president | Partijen         | Van          | Tot          |
| ------------------ | ------------------ | ---------------- | ------------ | ------------ |
| Regering-Geens I   | Gaston Geens       | CVP, SP, PVV, VU | 22 dec. 1981 | 10 dec. 1985 |
| Regering-Geens II  | Gaston Geens       | CVP, PVV         | 10 dec. 1985 | 3 feb. 1988  |
| Regering-Geens III | Gaston Geens       | CVP, PVV         | 3 feb. 1988  | 18 okt. 1988 |
| Regering-Geens IV  | Gaston Geens       | CVP, SP, PVV, VU | 18 okt. 1988 | 21 jan. 1992 |

### Gewezen ministers

#### 1961 tot 1972
De ministers en staatssecretarissen van de unitaire PVV-PLP waren:
- Willy De Clercq
- Jacques Van Offelen
- Frans Grootjans
- Herman Vanderpoorten
- Charles Poswick
- August De Winter
- Yves Urbain
- Henri Maisse
- Michel Toussaint

#### 1972 - 1992
De ministers en staatssecretarissen van de PVV waren:
- Willy De Clercq
- Herman Vanderpoorten
- Jos Daems
- André Kempinaire
- Herman De Croo
- Louis D'Haeseleer
- Karel Poma
- August De Winter
- Lucienne Herman-Michielsens
- August De Winter
- Alfred Vreven
- Louis Waltniel
- Annemie Neyts
- Frans Grootjans
- Guy Verhofstadt
- Jacky Buchmann
- Jan Bascour
- Louis Bril
- Patrick Dewael
- Ward Beysen

## Bekende (ex-)leden
- Jan Bascour
- Ward Beysen
- Louis Bril
- Jacky Buchmann
- Louis Cantillon
- Albert Claes
- Fernand Colla
- Eloi Vandersmissen
- Willy Cortois
- Jos Daems
- Rik Daems
- Willy De Clercq
- Marcel Decoster
- Herman De Croo
- Louis De Grève
- Etienne De Groot
- Patrick Dewael
- August De Winter
- Emile Flamant
- Frans Grootjans
- Louis D'Haeseleer
- Lucienne Michielsens
- André Kempinaire
- Hilaire Lahaye
- Annemie Neyts
- Camille Paulus
- Jean Pede
- Karel Poma
- Georges Sprockeels
- Willy Taelman
- Omer Vanaudenhove
- Herman Vanderpoorten
- Lucien Van de Velde
- Dirk Van Mechelen
- Frans Verberckmoes
- Guy Verhofstadt
- Francis Vermeiren
- Alfred Vreven
- Raoul Vreven
- Louis Waltniel
- Marilou Welkenhuysen